# Ruderwanzen
Ruderwanzen (Corixidae) sind eine Familie der Wanzen (Heteroptera) innerhalb der Teilordnung der Wasserwanzen (Nepomorpha). Sie kommen weltweit mit über 500 Arten vor. In Europa sind 81 Arten und Unterarten bekannt, in Mitteleuropa sind es 35. Die Tiere leben in Gewässern und verlassen diese nur, um neue Lebensräume zu besiedeln. Vor der Paarung „singen“ (stridulieren) die Männchen, weshalb die Wanzen auch als Wasserzikaden bezeichnet werden.

## Merkmale
Die Wanzen erreichen Körperlängen zwischen 2 und 14 Millimetern. Sie haben eine stromlinienförmige, flachbootähnliche Gestalt und besitzen eine sehr einheitliche, dunkle Grundfärbung, die auf der Vorderbrust und den Flügeldecken gelb unterbrochen ist. Diese Zeichnungen sind sehr variabel. Die meisten Arten haben gut entwickelte Hinterflügel und sind gute Flieger. Die Vorderflügel zeigen den für Wanzen charakteristischen Aufbau so genannter Hemielytren. Diese sind beim Schwimmen flach auf der Oberseite des Hinterleibes (Abdomen) angelegt.
Die Hinterbeine sind zu kräftigen Ruderorganen entwickelt. Schenkel (Femur), Schiene (Tibia) und zweigliedriger Fuß (Tarsus) sind abgeplattet und mit einem dichten Besatz aus langen borstenartigen Schwimmhaaren versehen. Die Coxae der Hinterbeine sind beweglich und eingeklappt. Das mittlere Beinpaar ist ebenfalls behaart und dient hauptsächlich dazu, sich an Pflanzen oder ähnlichem festzuhalten. Die Vorderbeine sind verkürzt und haben je ein schaufelförmiges Tarsenglied, die Pala. Aufgrund ihres geringen spezifischen Gewichtes haben die Tiere einen gewaltigen Auftrieb, so dass sie die Strecke vom Gewässergrund nach oben gewissermaßen durchschießen. Sie sind dadurch imstande, die Oberflächenhaut zu durchstoßen und sofort in den Flug überzugehen.
Ihre Fühler sind sehr kurz. Sie haben keine Punktaugen (Ocelli) und ihr Schildchen (Scutellum) ist klein. Der Rüssel (Rostrum) ist sehr kurz und im Gegensatz zu anderen Wanzenarten ohne Speichelkanal.

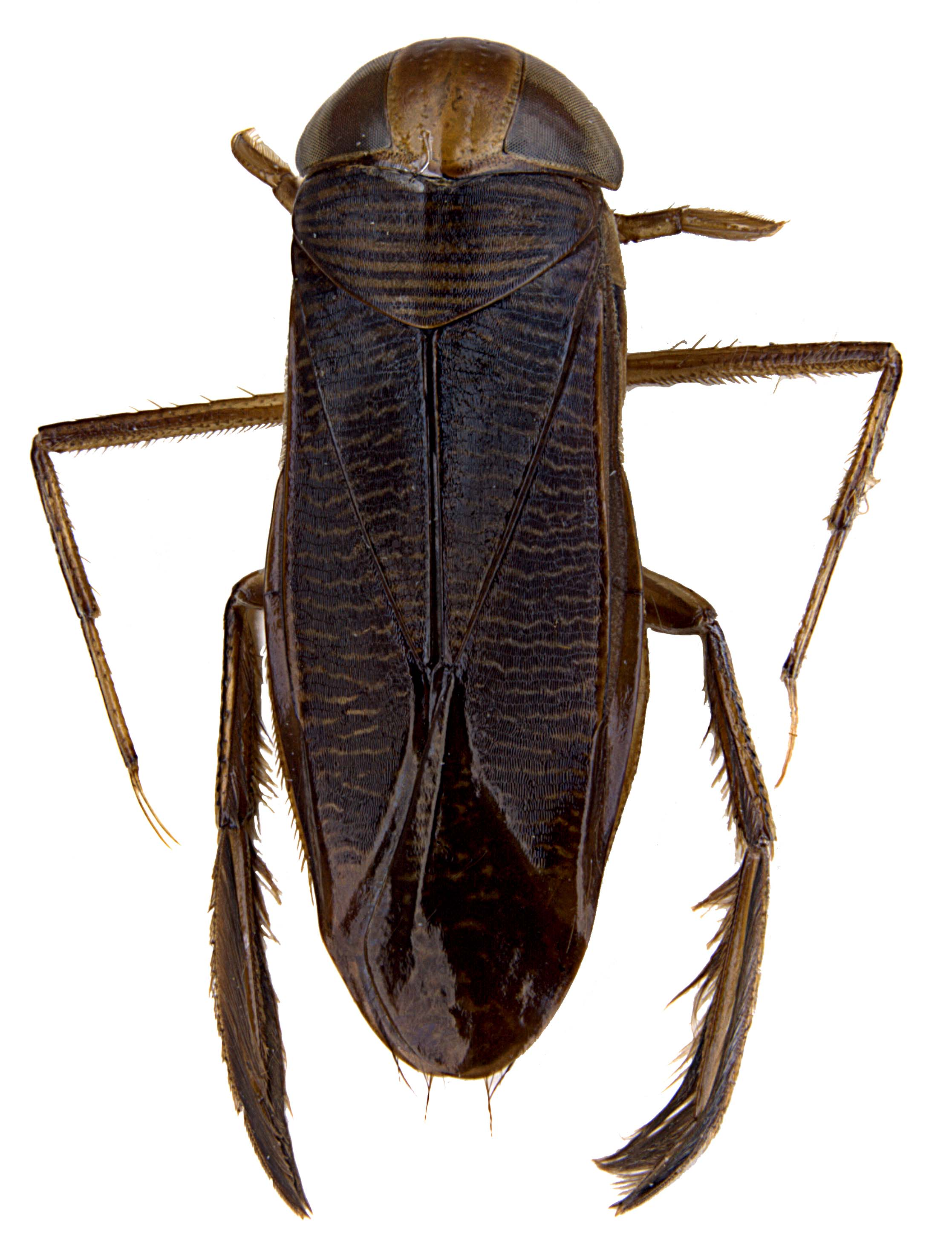
Hespercorixa sahlbergi, Habitus, specimen in der Zoologischen Staatssammlung München, Foto: Marianne Müller

## Lebensräume
Die Tiere leben vor allem in stehenden Gewässern. Sie halten sich bevorzugt am Gewässergrund auf und tauchen nur gelegentlich zur Erneuerung des Luftvorrates zur Wasseroberfläche auf. Die größte Artenvielfalt und Individuendichte an Ruderwanzen tritt in kleinen Gewässern auf, in denen Fische fehlen. Nur in Abwesenheit ihrer Fressfeinde sind sie auch im offenen Wasser größerer Gewässer zu finden. Meist leben sie aber in der dichten Wasservegetation. Die meisten Arten leben im Süßwasser, nur wenige tolerieren auch Brackwasser, sehr wenige Arten können in Salzwasser existieren. Sogenannte Dispersionsflüge, um neue Lebensräume (Habitate) zu besiedeln, treten vor allem im Frühjahr und im Herbst auf, wenn die Populationsdichten hoch sind. Mögliche neue Habitate werden an der glänzenden Wasseroberfläche erkannt.

## Atmung
Bei den Ruderwanzen fällt die Größe des Halsschildes (Pronotum) auf. Darunter befindet sich ein allseits geschlossener Hohlraum. Die drei Paare der Bruststigmen stehen mit diesem Raum in Verbindung. Zur Atmung kommt die Ruderwanze im Gegensatz zu allen anderen Wasserwanzen mit dem Vorderende aus dem Wasser heraus. Sie bewegt dabei den Kopf und die Brust einige Male nach vorne und saugt dabei Luft in den Hohlraum. Dann taucht sie mit dem Kopf voran nach unten. Aufgrund des Auftriebes verteilt sich die Luft bis an das Körperende. auch unter den Flügeldecken befindet sich ein Luftvorrat. Von Zeit zu Zeit streicht die Wanze mit den Hinterbeinen über den Kopf, die Vorderbrust und die Flügel, um die Luftschicht gleichmäßig zu verteilen. Der Luftfilm wird von wasserabweisenden (hydrophoben) Härchen gehalten. Durch Totalreflexion an der Grenzfläche zwischen Luft und Wasser erscheint die Unterseite silbrig glänzend. Dieser Luftvorrat liefert nach dem Prinzip der physikalischen Kieme den lebensnotwendigen Sauerstoff. Jüngere Larven nehmen den im Wasser gelösten Sauerstoff direkt über die Körperoberfläche auf. Ab dem dritten Larvenstadium führen sie eine erneuerbare Luftblase im Brust- und Hinterleibsbereich mit sich.

## Ernährung
Die Ernährungsweise der Ruderwanzen wird in der Literatur noch diskutiert. Neben der Beobachtung von räuberischen Verhaltensweisen sprechen die Analysen von Darminhalten für eine Aufnahme von pflanzlichen und tierischen Überresten (Detritus) sowie Algen. Möglicherweise sind die meisten Arten Allesfresser (Omnivore) oder es liegen im Laufe der Entwicklung oder zwischen den Geschlechtern unterschiedliche Ernährungsweisen vor. Der kurze Rüssel (Rostrum) der Ruderwanzen ist gegenüber jenem der übrigen Wanzenarten stark abgewandelt. Die Stechborsten bilden keinen Speichelkanal. Sie sind stark verkürzt und dienen dem Zerkleinern der Nahrung. Offenbar können auch größere Nahrungspartikel in den Darm aufgenommen werden. Bei den meisten Arten sind die einzigen Fußglieder der Vorderbeine (Pala) auf besondere Weise gestaltet: Sie gleichen einer mehr oder weniger breiten Schaufel, mit deren Hilfe die am Boden befindlichen Abfallstoffe dem Mund zugeführt werden können.

## Lauterzeugung
In der Paarungszeit erzeugen die Männchen etlicher Arten der Ruderwanzen auch außerhalb des Wassers vom Menschen wahrnehmbare artspezifische Geräusche (Stridulation). Es handelt sich dabei um Werbe-, Rivalen- oder Spontangesänge. An der Innenseite der Vorderschenkel befindet sich bei den meisten Arten ein ausgedehntes Schrillfeld mit charakteristisch geformten Borsten, die über die scharfen Seitenkanten des Kopfes gestrichen wird. Die Schwingungen werden auf eine der Brust (Thorax) anhaftende Luftblase übertragen, die dann in ihrer Eigenfrequenz schwingt. Der Gesang einer einzelnen Wanze regt meist weitere Männchen zum Stridulieren an. Nach einer gewissen Einspielzeit zirpen alle Männchen im gleichen Rhythmus in Intervallen von etwa drei Sekunden. Bei manchen Arten sind auch die Weibchen zur Lauterzeugung befähigt. Gehörorgane (Tympanalorgane) befinden sich bei beiden Geschlechtern an der Mittelbrust (Mesothorax).

## Fortpflanzung und Entwicklung
Die Paarungszeit beginnt im Frühjahr. Das Männchen packt das Weibchen von hinten und hält es mit den besonders gestalteten Vorderbeinen fest. Der eingliedrige Fuß, die Pala, ist bei den Männchen mit einer Reihe starker Dornen versehen, um ein Abgleiten vom Weibchen während der Paarung zu verhindern.
Nach der Kopulation beginnt die Eiablageperiode, die etwa einen Monat dauert. Die Weibchen kleben ihre Eier meist an Wasserpflanzen oder auf Steinen fest. Ruderwanzen sind wie alle Wanzen hemimetabol. Die aus den Eiern schlüpfenden Larven durchleben fünf durch Häutungen getrennte Larvenstadien. Je nach klimatischer Situation werden eine oder zwei Generationen pro Jahr ausgebildet. Fast alle Arten überwintern als ausgewachsenes Tier, nur selten überwintern sie im Larven- oder Eierstadium.

## Arten und Unterarten in Europa
In Europa sind derzeit 81 Arten nachgewiesen. Hinzu kommt eine weitere aus Nordamerika stammende und in Spanien eingebürgerte Art Tichocorixa verticalis verticalis (Fieber 1851)

| - Arctocorisa carinata carinata (C.R. Sahlberg 1819) - Arctocorisa carinata (C.R. Sahlberg 1819) - Arctocorisa germari (Fieber 1848) - Callicorixa gebleri (Fieber 1848) - Callicorixa praeusta praeusta (Fieber 1848) - Callicorixa praeusta (Fieber 1848) - Callicorixa producta producta (Reuter 1880) - Callicorixa producta (Reuter 1880) - Callicorixa wollastoni (Douglas & Scott, 1865) - Corixa affinis Leach 1817 - Corixa dentipes Thomson 1869 - Corixa iberica Jansson 1981 - Corixa panzeri Fieber 1848 - Corixa punctata (Illiger 1807) - Cymatia bonsdorffii (C.R. Sahlberg 1819) - Cymatia coleoptrata (Fabricius 1777) - Cymatia rogenhoferi (Fieber 1864) - Glaenocorisa cavifrons (Thomson 1869) - Glaenocorisa propinqua (Fieber 1860) - Heliocorisa vermiculata (Puton 1874) - Hesperocorixa algirica (Puton 1890) - Hesperocorixa bertrandi Poisson 1957 - Hesperocorixa castanea (Thomson 1869) - Hesperocorixa furtiva (Horváth 1907) - Hesperocorixa linnaei (Fieber 1848) - Hesperocorixa luteola Nieser 1979 - Hesperocorixa moesta (Fieber 1848) - Hesperocorixa parallela (Fieber 1860) - Hesperocorixa sahlbergi (Fieber 1848) - Micronecta (Dichaetonecta) pusilla (Horváth 1895) - Micronecta (Dichaetonecta) scholtzi (Fieber 1860) - Micronecta (Micronecta) carpatica Wróblewski 1958 - Micronecta (Micronecta) griseola Horváth 1899 - Micronecta (Micronecta) leucocephala (Spinola 1837) - Micronecta (Micronecta) minuscula Poisson 1929 - Micronecta (Micronecta) minutissima (Linnaeus 1758) - Micronecta (Micronecta) poweri castillensis Poisson 1957 - Micronecta (Micronecta) poweri poweri (Douglas & Scott 1869) - Micronecta (Micronecta) poweri (Douglas & Scott 1869) - Paracorixa concinna concinna (Fieber 1848) - Paracorixa concinna (Fieber 1848) - Parasigara baetica Baena 1985 - Parasigara favieri (Poisson 1939) - Parasigara infuscata (Rey 1890) - Parasigara perdubia (Rey 1894) - Parasigara rivularis Baena 1997 - Parasigara transversa (Fieber 1848) - Sigara (Antisigara) sibirica Jaczewski 1963 - Sigara (Halicorixa) mayri (Fieber 1860) - Sigara (Halicorixa) selecta (Fieber 1848) - Sigara (Halicorixa) stagnalis pontica Jaczewski 1961 - Sigara (Halicorixa) stagnalis stagnalis (Leach 1817) - Sigara (Halicorixa) stagnalis (Leach 1817) - Sigara (Microsigara) hellensii (C.R. Sahlberg 1819) - Sigara (Pseudovermicorixa) nigrolineata mendax Heiss & Jansson 1986 - Sigara (Pseudovermicorixa) nigrolineata nigrolineata (Fieber 1848) - Sigara (Pseudovermicorixa) nigrolineata (Fieber 1848) - Sigara (Pseudovermicorixa) salgadoi Lucas Castro 1983 - Sigara (Retrocorixa) limitata limitata (Fieber 1848) - Sigara (Retrocorixa) limitata remyi Poisson 1953 - Sigara (Retrocorixa) limitata (Fieber 1848) - Sigara (Retrocorixa) semistriata (Fieber 1848) - Sigara (Retrocorixa) venusta (Douglas & Scott 1869) - Sigara (Sigara) assimilis (Fieber 1848) - Sigara (Sigara) basalis (A. Costa 1843) - Sigara (Sigara) dorsalis (Leach 1817) - Sigara (Sigara) janssoni Lucas Castro 1983 - Sigara (Sigara) servadeii Tamanini 1965 - Sigara (Sigara) striata (Linnaeus 1758) - Sigara (Subsigara) daghestanica Jansson 1983 - Sigara (Subsigara) distincta (Fieber 1848) - Sigara (Subsigara) falleni (Fieber 1848) - Sigara (Subsigara) fallenoidea (Hungerford 1926) - Sigara (Subsigara) fossarum (Leach 1817) - Sigara (Subsigara) iactans Jansson 1983 - Sigara (Subsigara) italica Jaczewski 1933 - Sigara (Subsigara) longipalis (J. Sahlberg 1878) - Sigara (Subsigara) scotti (Douglas & Scott 1868) - Sigara (Tropocorixa) hoggarica Poisson 1929 - Sigara (Vermicorixa) lateralis (Leach 1817) - Sigara (Vermicorixa) scripta (Rambur 1840) |